# أدوات صناعية
الأدوات الصناعية هي هندسة تقوم على الاستفادة من أدوات القياس كالمجسات، والعمل على تطويرهالتحسين أدائها. فمثلا مجس الحرارة يقوم بتحويل المقدار الفزيائي درجة الحرارة، إلى مقدار كهربائي يتم تحويله إلى قراءة مفهومة في جهاز قياس درجة الحرارة المسمى بالمحرار الكهربائي.